# Intubationsfiberoptik
Die Intubationsfiberoptik ist ein Endoskop zur Darstellung des Kehlkopfs für eine endotracheale Intubation. Im Gerät werden flexible Glasfiberstränge als Licht- und Bildträger verwendet. Das Gerät ermöglicht die direkte Darstellung des Weges bis zur Stimmritze auch ohne Bewegung des Halses. Dies spielt insbesondere bei Traumapatienten mit potentieller Schädigung der Halswirbelsäule eine große Rolle, da hier eine Manipulation des Halses und damit auch eine direkte Laryngoskopie kontraindiziert sind. Kontraindikationen für eine Intubation mittels Fiberoptik sind eine Verlegung der Nasenhöhle und massive Blutungen, die zu einer Behinderung der Sicht führen würden. Die erste Fiberoptik wurde 1967 beschrieben, mit der technischen Entwicklung ist diese mittlerweile weit verbreitet.
Für die Intubation mittels Fiberoptik ist eine medikamentöse Prämedikation zur Verminderung parasympathischer Reflexe und zur Analgesie erforderlich. Meist wird erst der Endotrachealtubus bis zum Rachen eingeführt, dann wird abgesaugt und schließlich wird die Fiberoptik in den Tubus eingeführt. Auch die Einführung einer flexiblen Fiberoptik über das andere Nasenloch ist möglich. Mit einer starren Intubationsfiberoptik ist auch eine Intubation über die Mundhöhle möglich.